# Siergiej Iwanow (żużlowiec)
Siergiej Leonidowicz Iwanow, ros. Сергей Леонидович Иванов (ur. 7 sierpnia 1954, zm. 13 czerwca 2016) – radziecki żużlowiec, specjalizujący się w wyścigach na lodzie.
Trzykrotny medalista indywidualnych mistrzostw świata: złoty (1991) oraz dwukrotnie brązowy (1988, 1990). Dwukrotny złoty medalista drużynowych mistrzostw świata (1987, 1991). 
Czterokrotny medalista indywidualnych mistrzostw Związku Radzieckiego: złoty (1987) oraz trzykrotnie brązowy (1985, 1991, 1992). Trzykrotny medalista indywidualnych mistrzostw Rosji: złoty (1991) oraz dwukrotnie brązowy (1985, 1987).
Brat Jurija Iwanowa, również żużlowca.